# Irunmoles
Los Irunmoles son las manifestaciones del  poder de la naturaleza representadas en el Panteón yoruba.
Pertenecen a la religión yoruba. Conocidos como espíritus de la naturaleza, estos no son considerados ángeles de la guarda y por tanto no pueden coronarse en la ceremonia de Kari Osha.

## Irunmoles
Los Irúnmólè son conocidos como los avanzados, pioneros en la creación. Éstos son los primeros seres enviados al mundo con tareas específicas para terminar por Olódùmàrè y es también importante saber que los Irúnmólè no son seres humanos. 
Son seres celestiales, dice Ifá que los Irunmoles son miembros de la comunidad en el cielo,son los servidores de Olódùmàrè que actúan como intermediarios entre el creador y los humanos, envió a 401, que estaban constituidos por 400 varones y 1 hembra, quien se cree que sea Osun, esta última deidad que actúa como mensajero de Olofi.

## Los más conocidos
- Abatá: Es el Orisha de los pantanos. Está simbolizado en la naturaleza por el majá.
- Agganá: Irunmole de la lluvia.
- Agba Lodé: Es el Irunmole del espacio infinito.
- Aña: Es un Irunmole de la música de percusión, habita en los tambores de fundamento o Batá.
- Egbe: Este Orisha rige sobre las aguas estancadas, los acueductos y el agua de las tinajas.
- Elusú: Irunmole de la arena.
- Esí: Es el Orisha para la protección.
- Fride: Es el Irunmole de la música de cuerdas.
- Ikokó: Es el Orisha de todas las plantas acuáticas.
- Irawó: Es el Irunmole de los astros.
- Olona: Es la Orisha de los lagos.
- Olosa: Es la Orisha de las lagunas.
- Onírawó: Es el Irunmole de los cometas.
- Osará: Es el Orisha de las caídas y cascadas.
- Oshupá: Representa a la luna.
- Poolo: Es el Irunmole de la música de vientos.